# Fossa del vestibolo della vagina
Nell'anatomia femminile la fossa del vestibolo della vagina è una parte esterna del clitoride.

## Anatomia
Si trova appena sotto la caruncola imenale e sopra il frenulo delle piccole labbra